# Jozef Kostka

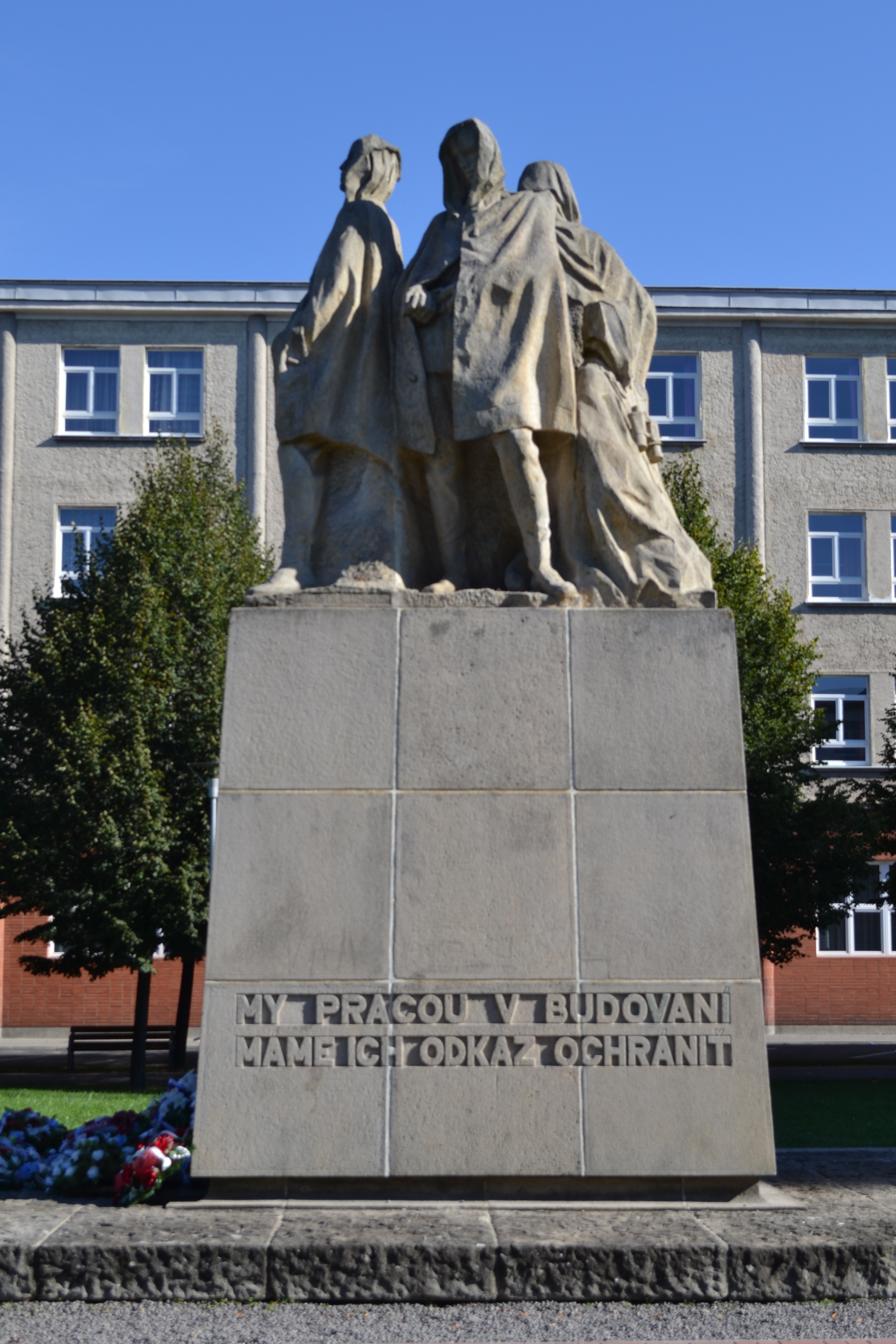
Pomnik w Partizánske

Jozef Kostka (ur. 29 stycznia 1912 w Stupavie, zm. 30 września 1996 w Bratysławie) – słowacki rzeźbiarz i nauczyciel akademicki. 
Urodził się w Stupavie, jako syn garncarza Jana Kostki (1861–1919), zajmującego się ceramiką habańską. Garncarzem był również stryj Jozefa, Ferdiš Kostka (1878–1951), w którego warsztacie praktykował w latach 1926-1929. W latach 1929–32 uczył się w Szkole Rzemiosł Artystycznych w Brnie (Škola uměleckých řemesel), a następnie (w latach 1932-1937) studiował w Wyższej Szkole Rzemiosła Artystycznego w Pradze u profesora Karela Dvořáka. W latach 1938–1939 studiował na École nationale supérieure des beaux-arts w Paryżu. 
W latach 1940–1949 pracował na Wydziale Rysunku i Malarstwa w Wyższej Szkole Technicznej w Bratysławie. W 1943 roku został tam docentem. W 1947 roku został mianowany profesorem na Wydziale Pedagogicznym Uniwersytetu Komeńskiego w Bratysławie.  
W 1949 roku brał udział w założeniu Wyższej Szkoły Sztuk Pięknych w Bratysławie, w latach 1955–1959 pełnił funkcję jej rektora
W 1967 roku otrzymał tytuł artysty narodowego (národný umelec). 
Był autorem licznych pomników, m.in. pomnika Ľudovíta Štúra w Modrej, rzeźb figuralnych na bratysławskim Slavinie, czy pomnika Słowackiego Powstania Narodowego w Partizánske. 